# 尼日利亚殖民地
尼日利亚殖民地为大英帝国殖民地之一，从19世纪中叶到1960年尼日利亚独立为止。英国在该地区的影响始于1807年的《废除奴隶贸易法》。英国于1861年吞并拉各斯，并于1884年建立油河保护国。英国在尼日尔地区的影响力在19世纪逐渐增加，但在1885年其它欧洲列强在柏林西非会议上承认英国在该地区的主导地位之前，英国并未有效占领该地区。
从1886年到1899年，该国的大部分地区由皇家尼日尔公司统治，由宪章授权，并由乔治·陶布曼·戈尔迪管理。1900年，南尼日利亚保护国和北尼日利亚保护国由从公司移交给英国政府。在总督弗雷德里克·卢加德的促进下，这两片领土合并为尼日利亚殖民地和保护国，同时在三个主要地区之间保持相当大的区域自治。二战后的进步宪法规定增加尼日利亚人的代表权和选举政府。尼日利亚殖民时期从1900年持续到1960年，1960年尼日利亚独立。

## 引用
1. 1 2  Armitage, John. . London: Encyclopædia Britannica Ltd. 1952: 456.
2. ↑   (PDF): 16.   [2021-08-31]. （原始内容 (PDF)存档于2019-02-24）.
3. ↑  Awa, Eme O. . Berkeley and Los Angeles: University of California Press. 1964: 21.
4. ↑  Awa, Eme O. . Berkeley and Los Angeles: University of California Press. 1964: 130.
5. 1 2  . The British Empire.   [7 November 2017]. （原始内容存档于2018-12-25）.
6. ↑  Darlington, Mgbeke. . AuthorHouse. 2009: 29. ISBN 9781449024550.
7. 1 2  . Encyclopedia Britannica.   [2020-01-22]. （原始内容存档于2019-11-10） （英语）.